# Han Bayens
Han Bayens, geboren als Hendrikus Johannes Adrianus Antonius Baijens, (Waalwijk, 4 oktober 1876 – Amsterdam, 23 december 1945) was een Nederlands kunstschilder.

## Leven en werk
Han (ook Henri) Bayens was een zoon van Wilhelmus Johannes Baijens en Maria Anna Schellekens. Hij leerde de schildersbeginselen van zijn vader, die decoratieschilder was en een winkel in schildersbenodigdheden had. Han vestigde zich als decoratieschilder in Antwerpen. Naast zijn werk volgde hij een opleiding aan de Koninklijke Academie voor Schone Kunsten. In 1902 trouwde hij er met Maria Ludovica Oomen (1873-1950), uit dit huwelijk werden drie kinderen geboren. Hij keerde in 1907 met zijn gezin terug naar Nederland, waar ze woonden in Terneuzen en vanaf 1910 in Teteringen. Een aantal jaren later gingen Han en zijn vrouw gescheiden leven. Hij vestigde zich rond 1920 in Amsterdam, waar hij docent werd aan de Industrieschool van de Maatschappij voor den Werkende Stand in Amsterdam. Tot zijn leerlingen behoorden Gerard Drost en Elisabeth Polak (1891-1965). Bayens kreeg een relatie met Polak en verhuisde in 1923 met haar naar België. Uit hun relatie werden twee kinderen geboren, onder wie de kunstenaar Hans Bayens. In 1926 keerden Han en Elisabeth, die zich Bets Bayens noemde, terug naar Nederland. Vanaf 1931 woonde het gezin in Amsterdam.
Bayens schilderde landschappen, naakten en figuurstukken. Hij schilderde aanvankelijk in de stijl van de Haagse School, later op een onafhankelijke manier. Hij was lid van De Onafhankelijken. Bayens exposeerde meerdere malen, onder andere solo bij Koninklijke Kunstzaal Kleykamp in Den Haag (1926) en De Bron in Tilburg (1942) en in een duo-expositie met Bets bij kunstzaal Bennewitz in Den Haag (1938).
Han Bayens overleed op 69-jarige leeftijd in Amsterdam en werd begraven op Zorgvlied.
In 1963 werd in de toenmalige gemeente Rosmalen besloten een straat naar Bayens te vernoemen, de Henri Bayensstraat. In 2003 werd in Beek en Hof, het gemeentehuis van de toenmalige gemeente Loenen, een tentoonstelling gehouden met werk van Han en Bets Bayens. Ter gelegenheid daarvan werd door hun schoondochter een boekje uitgebracht.
- Biografisch Portaal: 72827555
- RKD-Nederlands Instituut voor Kunstgeschiedenis: 5231